# Oreodera wappesi
Oreodera wappesi es una especie de escarabajo de la familia Cerambycidae . Fue descrito por J. McCarty en 2001 en un espécimen de Veracruz. Desde encontes se ha descrito la especie en América Central y América del Sur.
Las larvas de este escarabajo generalmente perforan madera y pueden causar daños a troncos vivos o los que han sido talados.